# Randy Foye
Randy Foye (Newark, Nova Jersey, 24 de setembre del 1983) és un jugador de bàsquet estatunidenc que va jugar els seus anys d'universitat als Wildcats de la Universitat de Villanova.

## Carrera
Va ser seleccionat setè en el Draft de l'NBA de 2006 pels Boston Celtics, però va ser traspassat tot seguit als Portland Trail Blazers, qui el van intercanviar per Brandon Roy als Minnesota Timberwolves. Foye va estudiar a l'East Side High School, on va guanyar el premi de New Jersey Player Of The Year, abans de ser adquirit per Villanova. El 2012 va tornar a Utah.